# Mnesipenthe paralogus
Mnesipenthe paralogus là một loài bướm đêm trong họ Geometridae.